# Byhleguhre-Byhlen
Byhleguhre-Byhlen es un municipio situado en el distrito de Dahme-Bosque del Spree, en el estado federado de Brandeburgo (Alemania), a una altitud de 55 metros. Su población a finales de 2016 era de unos 700 habs. y su densidad poblacional, 20 hab/km².